# Ricardo Risatti

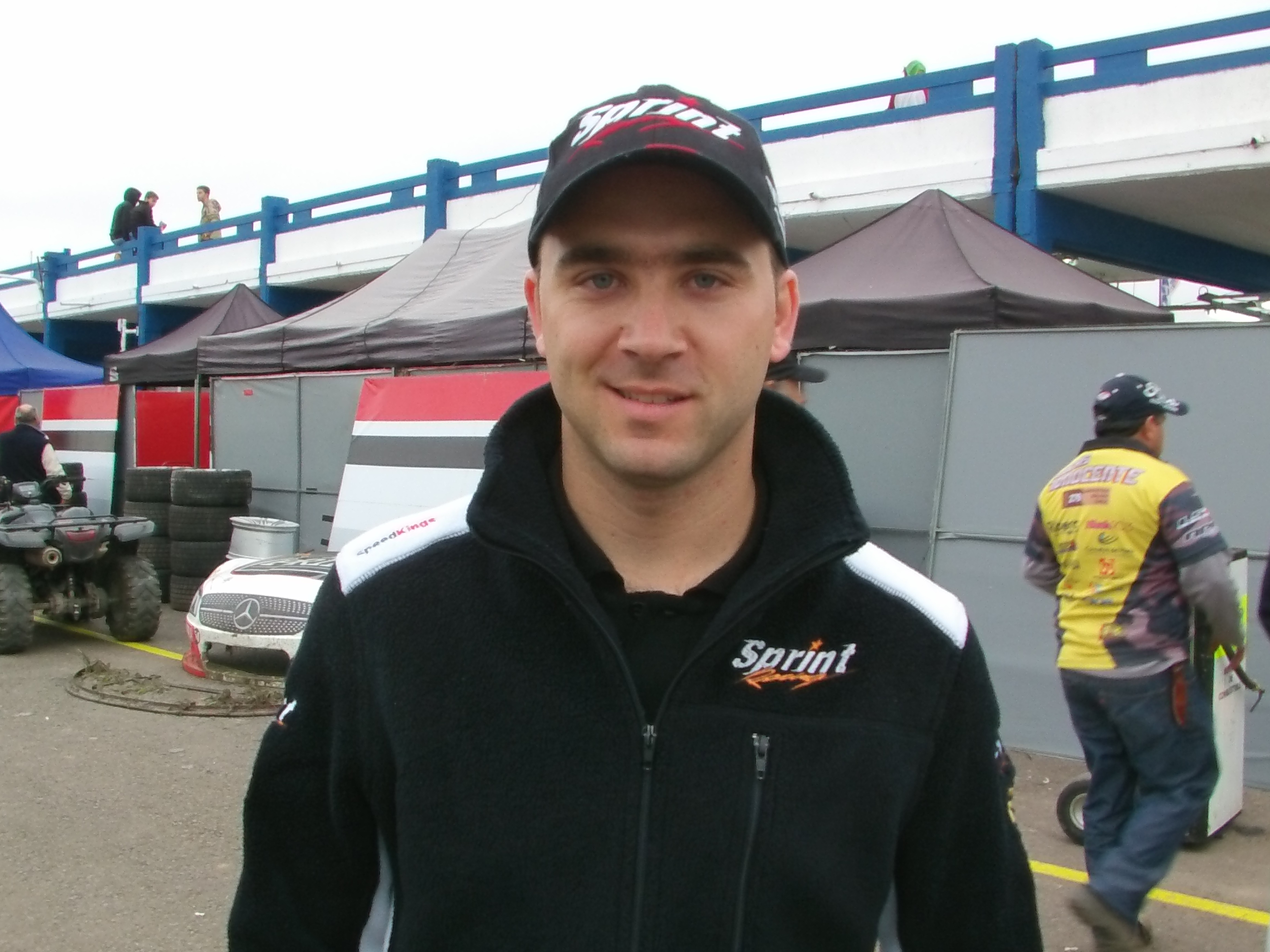
Ricardo Risatti, 2016

Ricardo „Caíto“ Risatti (* 27. September 1986 in Buenos Aires) ist ein argentinischer Rennfahrer. Risatti gewann 2006 den Meistertitel der spanischen Formel-3-Meisterschaft.

## Karriere
1998 begann Risatti seine Motorsportkarriere im Kartsport und wechselte 2001 in die B-Klasse der südamerikanischen Formel-3-Meisterschaft, in der er für zwei Jahre aktiv war und 2002 Vierter wurde. 2003 wechselte der Argentinier nach Europa in die spanische Formel-3-Meisterschaft und wurde Elfter in der Gesamtwertung. 2004 blieb Risatti in dieser Serie und verbesserte sich auf den fünften Gesamtrang. In der Saison 2005 ging Risatti für Racing Engineering an den Start und wurde mit vier Siegen Dritter im Gesamtklassement. 2006 bestritt Risatti seine vierte Saison in der spanischen Formel-3-Meisterschaft. Für das TEC-Team startend gewann der Argentinier fünf Rennen und gewann den Meistertitel.
Im Februar 2007 gab BCN Competición bekannt, dass sie Risatti für die GP2-Serie 2007 verpflichtet haben. Nachdem Risatti bereits an Testfahrten der GP2-Serie für das Team teilgenommen hatte, verlor er sein Cockpit kurz vor Saisonbeginn, da er die nötigen Sponsorengelder nicht auftreiben konnte. Daraufhin bekam Risatti ein Cockpit bei GD Racing in der World Series by Renault. Risatti bestritt insgesamt neun Rennen in der World Series by Renault, es gelang ihm aber nicht, Punkte zu holen. Nachdem sich Trident Racing Pilot Pastor Maldonado das Schlüsselbein gebrochen hatte, kam Risatti 2007 doch noch zu seinem Debüt in der GP2-Serie. Der Argentinier bestritt drei Rennwochenenden und holte insgesamt einen Punkt. Beim Sprintrennen in Spa-Francorchamps, gelangte Risatti in den Blickpunkt der Öffentlichkeit: Noch bevor das Rennen gestartet wurde, kollidierte Risatti auf dem Weg in die Startaufstellung mit dem Gesamtführenden Timo Glock und wurde dafür nachträglich mit einer Geldstrafe von 10.000 Euro bestraft. Für das letzte Rennwochenende wurde Risatti durch Sergio Hernández ersetzt.
2008 fuhr Risatti in der argentinischen TC2000, einer Tourenwagenserie, in der er den 14. Gesamtrang belegte, und in der argentinischen Top Race V6, in der er den 33. Gesamtrang belegte. Außerdem nahm er an einem Rennen der GT1-Klasse der FIA-GT-Meisterschaft teil und wurde 20. in der Gesamtwertung. In den folgenden zwei Jahren bestritt Risatti je ein Rennen in der argentinischen TC2000. Außerdem startete er in der argentinischen Turismo Carretera. Nachdem er 2009 den 34. Gesamtrang belegt hatte, beendete er die Saison 2010 auf dem 28. Gesamtrang. Darüber hinaus nahm er 2010 an einigen Rennen der argentinischen TN teil und wurde mit einem Sieg 20. in der dritten Klasse.

## Statistik

### Karrierestationen
- 1998–2000: Kartsport
- 2001: Südamerikanische Formel-3-Meisterschaft, B-Klasse
- 2002: Südamerikanische Formel-3-Meisterschaft, B-Klasse (Platz 4)
- 2003: Spanische Formel-3-Meisterschaft (Platz 11)
- 2004: Spanische Formel-3-Meisterschaft (Platz 5)
- 2005: Spanische Formel-3-Meisterschaft (Platz 3)
- 2006: Spanische Formel-3-Meisterschaft (Meister)
- 2007: World Series by Renault; GP2-Serie (Platz 28)
- 2008: FIA-GT-Meisterschaft, GT1-Klasse (Platz 20); argentinische TC2000 (Platz 14); argentinische Top Race V6 (Platz 33)
- 2009: Argentinische Turismo Carretera (Platz 34); argentinische TC2000
- 2010: Argentinische Turismo Carretera (Platz 28); argentinische TC2000; argentinische TN, Klasse 3 (Platz 20); FIA-GT1-Weltmeisterschaft (Platz 39)